# Scopoides ochraceus
Scopoides ochraceus is een spinnensoort in de taxonomische indeling van de bodemjachtspinnen (Gnaphosidae). De spin jaagt 's nachts en verschuilt zich overdag onder rotsen en bladeren. Het lijf van de spin is ovaalvormig, smal en puntig aan de achterzijde.
Het dier behoort tot het geslacht Scopoides. De wetenschappelijke naam van de soort werd voor het eerst geldig gepubliceerd in 1899 door Octavius Pickard-Cambridge.